# Kirchdorf im Wald
Kirchdorf im Wald település Németországban, azon belül Bajorországban. Lakosainak száma 2077 fő (2023. december 31.). Kirchdorf im Wald Frauenau, Eppenschlag, Innernzell és Spiegelau községekkel határos.

## Népesség
| Lakosok száma | 728  | 1161 | 1938 | 2054 | 2121 | 2133 | 2122 | 2105 | 2095 | 2077 |
|               | 1875 | 1950 | 1975 | 1987 | 2012 | 2014 | 2016 | 2017 | 2021 | 2023 |